# ويب تون اليوم
ويب تون اليوم (بالكورية: 오늘의 웹툰)؛ هو مسلسل تلفزيوني كوري جنوبي، من بطولة كيم سي جيونغ ونام هيون سو تشوي دانيال. عرض على قناة إس بي إس في 29 يوليو إلى 17 سبتمبر 2022 ، بث كل يوم الجمعة والسبت الساعة 22:00 بتوقيت (KST). كما انه متاح على منصة فيو وموقع فيكي في مناطق مختارة.

## القصة
تروي قصة اوه ما-ايوم (كيم سي جيونغ)، وهي لاعبة جودو محترفة سابقة، تكافح من أجل التكيف مع وظيفتها الجديدة كمحررة للويب تون بعد تقاعدها من الرياضة بسبب إصابة منعتها من ممارسة هوايتها التي تحبها.

## طاقم

### رئيسي
- كيم سي-جيونغ في دور أوه ما-ايوم[13]

موظفة بعقد مبتدئة بقسم تحرير ويبتون. لديها شهية كبيرة ، وحاسة شم قوية، وهي مقاتلة سابقة في رياضة الجودو. اضطرت اون ما ايوم إلى ترك مسيرتها الرياضية عندما أصابها حادث مؤسف خلال مباراة، مما تمزقت أربطة كاحلها، لكنها بدأت في الحلم من جديد كمحررة على الويب. 
- نام هيون سو في دور جون جيون يونغ[14]

عضو في فريق المبيعات. ينمو تدريجياً ليصبح أكثر شبهاً بـ اون ما ايوم، التي تضع قلبها وروحها بإخلاص في كل شيء.
- تشوي دانيال في دور سيوك جي-هيونغ[15]

نائب محرر لا يمكن التنبؤ به وله وجه غير قابل للقراءة ويصبح معلمًا يمكن الاعتماد عليه لـ اون ما ايوم. على الرغم من أنه شخص صريح إلى حد كبير، إلا أنه محرر داعم يعتني بزملائه جيدًا. ومع ذلك، خارج العمل، يظهر جانبًا أكثر أخرقًا من خلال سحره ونكاته السخيفة.

### دور داعم
- كو تشانغ سيوك في دور أون جي-بونغ[16]
- جانغ سونغ يون في دور لي وو جين[17]
- كيم كاب-سو في دور بايك اوه-جين[18]
- سون دونغ وون في دور اوه يون[19]
- نام بوو-را في دور هانغ هو مي[20]
- بارك هو سون في دور جانغ مان-تشول[21]
- ايم تشيول-سو في دور نا جانغ-نام[22]
- يون سيو آه بدور اوه نو-ري[23]
- ها دو-كوون بدور هيو كوان يونغ[24][25]
- ها يول ري بدور بوم مي[24][26]
- يانغ هيون مين في دور كوون يونغ باي[24]
- كانغ راي-يون في دور كي يو مي[24]
- بايك سيوك كوانغ بدور ليم دونغ هي[27]
- كيم يونغ سيوك في دور ما هاي غيو[28]
- أهن تاي هوان في دور تشوي دو هي[29]
- كيم دو هون في دور شين داي ريوك[29]
- جانغ سيونغ يون في دور لي وو جين[29]
- جيون هاي يون بدور جوو آه[29]
- هوانغ يونغ هي في دور هوانغ مي أوك[30]

## المشاهدات
| الموسم | الموسم | رقم الحلقة | رقم الحلقة | رقم الحلقة | رقم الحلقة | رقم الحلقة | رقم الحلقة  | رقم الحلقة  | رقم الحلقة  | رقم الحلقة  | رقم الحلقة  | رقم الحلقة  | رقم الحلقة  | رقم الحلقة  | رقم الحلقة  | رقم الحلقة  | رقم الحلقة  | المتوسط     |
| الموسم | الموسم | 1          | 2          | 3          | 4          | 5          | 6           | 7           | 8           | 9           | 10          | 11          | 12          | 13          | 14          | 15          | 16          | المتوسط     |
| ------ | ------ | ---------- | ---------- | ---------- | ---------- | ---------- | ----------- | ----------- | ----------- | ----------- | ----------- | ----------- | ----------- | ----------- | ----------- | ----------- | ----------- | ----------- |
|        | 1      | 735        | 611        | 682        | 605        | 613        | ستُعلن لاحقًا | ستُعلن لاحقًا | ستُعلن لاحقًا | ستُعلن لاحقًا | ستُعلن لاحقًا | ستُعلن لاحقًا | ستُعلن لاحقًا | ستُعلن لاحقًا | ستُعلن لاحقًا | ستُعلن لاحقًا | ستُعلن لاحقًا | ستُعلن لاحقًا |

| الحلقات | تاريخ البث     | تقييمات "نيلسن كوريا" | تقييمات "نيلسن كوريا" |
| الحلقات | تاريخ البث     | على الصعيد الوطني     | منطقة العاصمة         |
| ------- | -------------- | --------------------- | --------------------- |
| 1       | 29 يوليو 2022  | 4.1%                  | 4.0%                  |
| 2       | 30 يوليو 2022  | 3.1%                  | _                     |
| 3       | 5 اغسطس 2022   | 3.6%                  | 3.6%                  |
| 4       | 6 اغسطس 2022   | 3.1%                  | 3.6%                  |
| 5       | 12 أغسطس 2022  | 3.4%                  | 3.7%                  |
| 6       | 13 أغسطس 2022  | 2.8%                  | N/A                   |
| 7       | 19 أغسطس 2022  | 2.5%                  | N/A                   |
| 8       | 20 أغسطس 2022  | 2.2%                  | N/A                   |
| 9       | 26 أغسطس 2022  | 2.9%                  | N/A                   |
| 10      | 27 أغسطس 2022  | 1.5%                  | N/A                   |
| 11      | 2 سبتمبر 2022  | 2.3%                  | N/A                   |
| 12      | 3 سبتمبر 2022  | 2.0%                  | N/A                   |
| 13      | 9 سبتمبر 2022  | 2.0%                  | N/A                   |
| 14      | 10 سبتمبر 2022 | 1.9%                  | N/A                   |
| 15      | 16 سبتمبر 2022 | 2.4%                  | N/A                   |
| 16      | 17 سبتمبر 2022 | 1.6%                  | N/A                   |
| المعدل  | المعدل         | 2.6%                  |                       |

## الإنتاج

### صناعة
المسلسل من إخراج جو سو وون من أعماله مسلسل استطيع ان اسمع صوتك (2013)، بينوكيو (2014)، ذات الثلاثين لاتزال بالسابعة عشر (2018)، دكتور جون (2019). ومن كتابة جو هيونجوو وهو أول عمل لها. ومن تخطيط قسم الدراما SBS المعروف بـ استوديو إس، وانتاج من قبل بنجي وركس واستوديو إن.
صرح فريق الإنتاج: "أعددنا قصة دافئة يمكن لأي شخص، بما في ذلك الشباب الذين يتجولون ويكافحون بين الأحلام والواقع، وكذلك العاملين في المكاتب الذين يثابرون ويكبرون يومًا بعد يوم.

### الإصدار
في 17 يونيو 2021 ، نشرت أول صورًا للقراءة الأولى لسيناريو، بجانب الإعلان عن تاريخ العرض الاول والذي هو 29 يوليو 2022.
في 21 يونيو 2022 ، تم نشر أول لقطات من المسلسل.
في 5 من يوليو، نشرت قناة إس بي إس أول اعلان تشويقي للمسلسل.

## روابط خارجية
- الموقع الرسمي
 باللغة الكورية
- ويب تون اليوم على موقع IMDb (الإنجليزية)
- ويب تون اليوم على موقع ليتربوكسد (الإنجليزية)
- ويب تون اليوم على موقع كينوبويسك (الروسية)
- ويب تون اليوم على موقع قاعدة بيانات الفيلم (الإنجليزية)
- ويب تون اليوم على هانسينما